# Нужин Борис Олександрович
Борис Олександрович Нужин (30 серпня 1939, Свердловськ, СРСР) — радянський хокеїст, захисник.

## Спортивна кар'єра
Вихованець єкатеринбурзької хокейної школи. Вісім сезонів виступав за місцеву команду майстрів, яка у той час називалася «Спартак». з 1964 по 1969 рік захищав кольори київського «Динамо». За десять сезонів у вищій лізі провів понад 250 ігор і закинув 35 шайб. У складі студентської збірної СРСР здобув перемогу на Універсіаді-1966.

## Статистика
| Сезон               | Клуб                    | Ліга                | І    | Г  | П | О  | ШХ |
| ------------------- | ----------------------- | ------------------- | ---- | -- | - | -- | -- |
| 1956-57             | «Спартак» (Свердловськ) | вища                | -    | 0  | - | -  | -  |
| 1957-58             | «Спартак» (Свердловськ) | вища                | -    | 3  | - | -  | -  |
| 1958-59             | «Спартак» (Свердловськ) | перша               | -    | -  | - | -  | -  |
| 1959-60             | «Спартак» (Свердловськ) | вища                | -    | 2  | - | -  | -  |
| 1960-61             | «Спартак» (Свердловськ) | вища                | 18   | 8  | - | -  | -  |
| 1961-62             | «Спартак» (Свердловськ) | вища                | 38   | 3  | 1 | 4  | 6  |
| 1962-63             | «Спартак» (Свердловськ) | вища                | 37   | 6  | 0 | 6  | 12 |
| 1963-64             | «Спартак» (Свердловськ) | перша               | -    | 8  | - | -  | -  |
| 1964-65             | «Динамо» (Київ)         | перша               | 38   | 8  | 5 | 13 | 6  |
| 1965-66             | «Динамо» (Київ)         | вища                | 36   | 1  | 0 | 1  | 20 |
| 1966-67             | «Динамо» (Київ)         | вища                | 42   | 2  | 2 | 4  | 22 |
| 1967-68             | «Динамо» (Київ)         | вища                | 44   | 6  | 0 | 6  | 18 |
| 1968-69             | «Динамо» (Київ)         | вища                | 22   | 4  | - | -  | -  |
| Всього у вищій лізі | Всього у вищій лізі     | Всього у вищій лізі | 237+ | 35 |   |    |    |